# 梅奧郡
梅奧郡（County Mayo；愛爾蘭語：Contae Mhaigh Eo，意思是「長漿果紫杉的平原」），是愛爾蘭的一個郡，位於愛爾蘭島西北海岸。歷史上屬康諾特省。首府為卡斯爾巴。
梅奧郡面積1,837平方公里，2022年人口137,231人。轄下共有三個城鎮：卡斯爾巴、巴利納與韋斯特波特。

## 外部連結
- Connaught Telegraph （页面存档备份，存于）
- County Mayo: An Outline History （页面存档备份，存于）
- Family History in North County Mayo （页面存档备份，存于）
- Historical Ballinrobe （页面存档备份，存于）
- Irish language in Mayo （页面存档备份，存于）
- Wild Atlantic Way Mayo Route Map and Guide （页面存档备份，存于）
- Mayo.ie （页面存档备份，存于）
- Mayo County Council's website （页面存档备份，存于）
- Mayo News （页面存档备份，存于）
- Mayo TV website
- MidWest Radio[永久]
- The Mayo Peace Park and Garden of Remembrance （页面存档备份，存于）
- Western People （页面存档备份，存于）